# دانیلا لوونبرگ
دانیلا لوونبرگ (انگلیسی: Daniela Löwenberg؛ زادهٔ ۱۱ ژانویهٔ ۱۹۸۸) بازیکن فوتبال اهل آلمان است.
از باشگاه‌هایی که در آن بازی کرده‌است می‌توان به باشگاه فوتبال اس‌جی‌اس اسن و باشگاه فوتبال ۱.اف‌اف‌سی توربین پوتسدام اشاره کرد.
وی همچنین در تیم‌های ملی فوتبال Germany women's national under-19 football team, Germany women's national under-21 football team، و Germany women's national under-23 football team بازی کرده‌است.